# 辰巳一丁目アパート

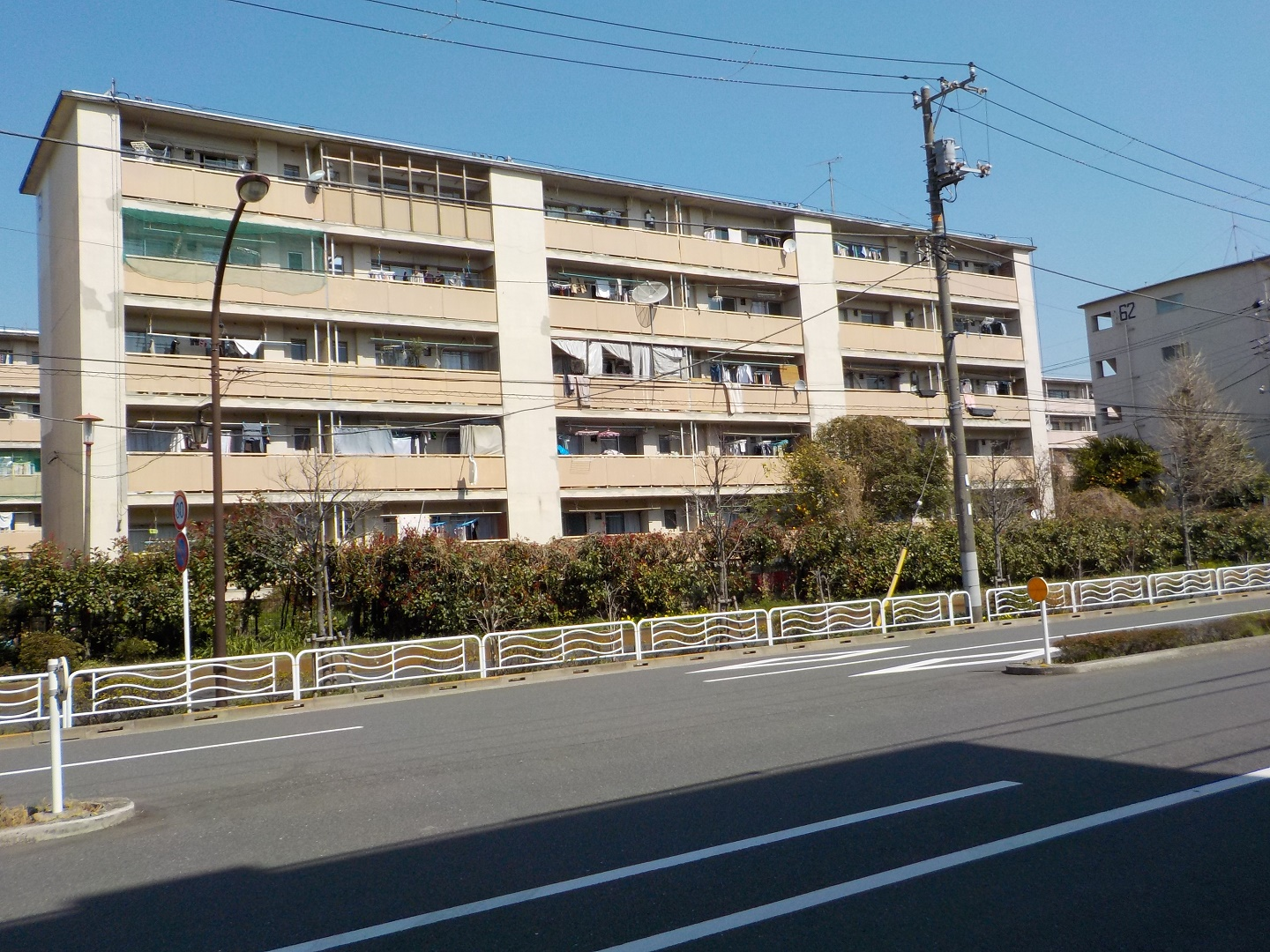
建て替え前の団地

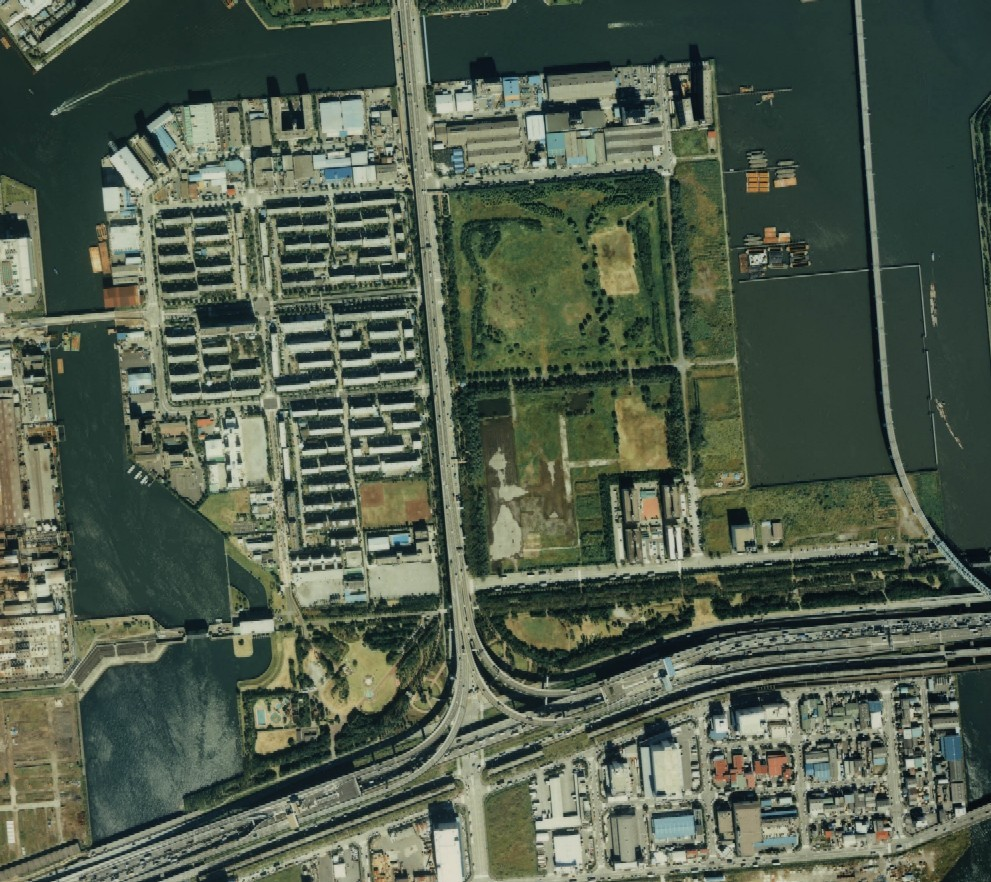
辰巳一丁目アパートの航空写真

辰巳一丁目アパート（たつみいっちょうめアパート）は、東京都江東区辰巳にある都営住宅。辰巳1丁目のほとんどを占める大規模団地である。
都営辰巳一丁目アパート、都営辰巳団地とも呼ばれる。

## 概要
1967年（昭和42年）から1969年（昭和44年）にかけて建設された。完成時の総戸数は3,326戸、87棟、敷地面積14ヘクタール。江東区内では最大の団地で、東京23区内でも3番目の規模のマンモス団地である。
都区内のその他の大規模団地としては、戦後最初の都営団地である戸山ハイツをはじめ、高島平団地、豊島五丁目団地、桐ケ丘団地などがある。

### 建て替え
2013年から着手し、87棟を12棟に集約し、空き地となった南側の辰巳駅周辺を再開発用地として開発する予定となっている。
5階建てから14階建てに高層化して集約を図る。戸数は少子高齢化を見据え、2,950戸に縮小される。2017年（平成29年）に第1期のA棟の建て替えが完了した。2021年（令和3年）までに第3期地区が完了、2023年（令和5年）までに第2期地区が完成する予定で、全体の竣工は2027年を予定している。